# Tadeusz Dziurzyński (prawnik)
Tadeusz Dziurzyński (ur. 26 października 1879, zm. 7 listopada 1962 w Krakowie) – prawnik, profesor Uniwersytetu Jagiellońskiego, sędzia Sądu Krajowego w Krakowie.

## Życiorys
Syn Jana i Bronisławy z Warmskich. W 1906 roku uzyskał stopień doktora praw, w 1912 roku habilitację. Od 1919 roku był profesorem nadzwyczajnym Uniwersytetu Jagiellońskiego, zaś profesorem zwyczajnym prawa handlowego i wekslowego został w 1920 roku. W latach 1929 – 1939 kierował seminarium z dziedziny prawa handlowego i wekslowego w Uniwersytecie Jagiellońskim. Był również członkiem Komisji Kodyfikacyjnej RP. Był Dziekanem  Wydziału Prawa w latach: 1922–1923, 1928–1929 i 1932–1933, w roku akademickim 1938-1939 został prorektorem. Został aresztowany 6 listopada 1939 przez Niemców w trakcie Sonderaktion Krakau. Po zwolnieniu uczestniczył w tajnym nauczaniu Akademii Handlowej. Egzaminował z prawa handlowego, wekslowego i czekowego. Od listopada 1939 do lutego 1940 był więziony w Krakowie, Wrocławiu i obozie w Sachsenhausen. Po zwolnieniu uczestniczył w tajnym nauczaniu Akademii Handlowej. Egzaminował z prawa handlowego, wekslowego i czekowego. Po wojnie wykładał prawo handlowe i cywilne na I roku studiów. Współautor w 1936 jednego z najbardziej znanych komentarzy do kodeksu handlowego. 25 stycznia 1957 przywrócony do pracy na Uniwersytecie Jagiellońskim.Pochowany na cmentarzu Rakowickim (kwatera Gd południe, grobowiec 19, brak odnoszącej się do niego inskrypcji).